# 4724 Брокен
4724 Брокен (4724 Brocken) — астероїд головного поясу, відкритий 18 січня 1961 року.
Тіссеранів параметр щодо Юпітера — 3,609.